# 重庆三峡银行

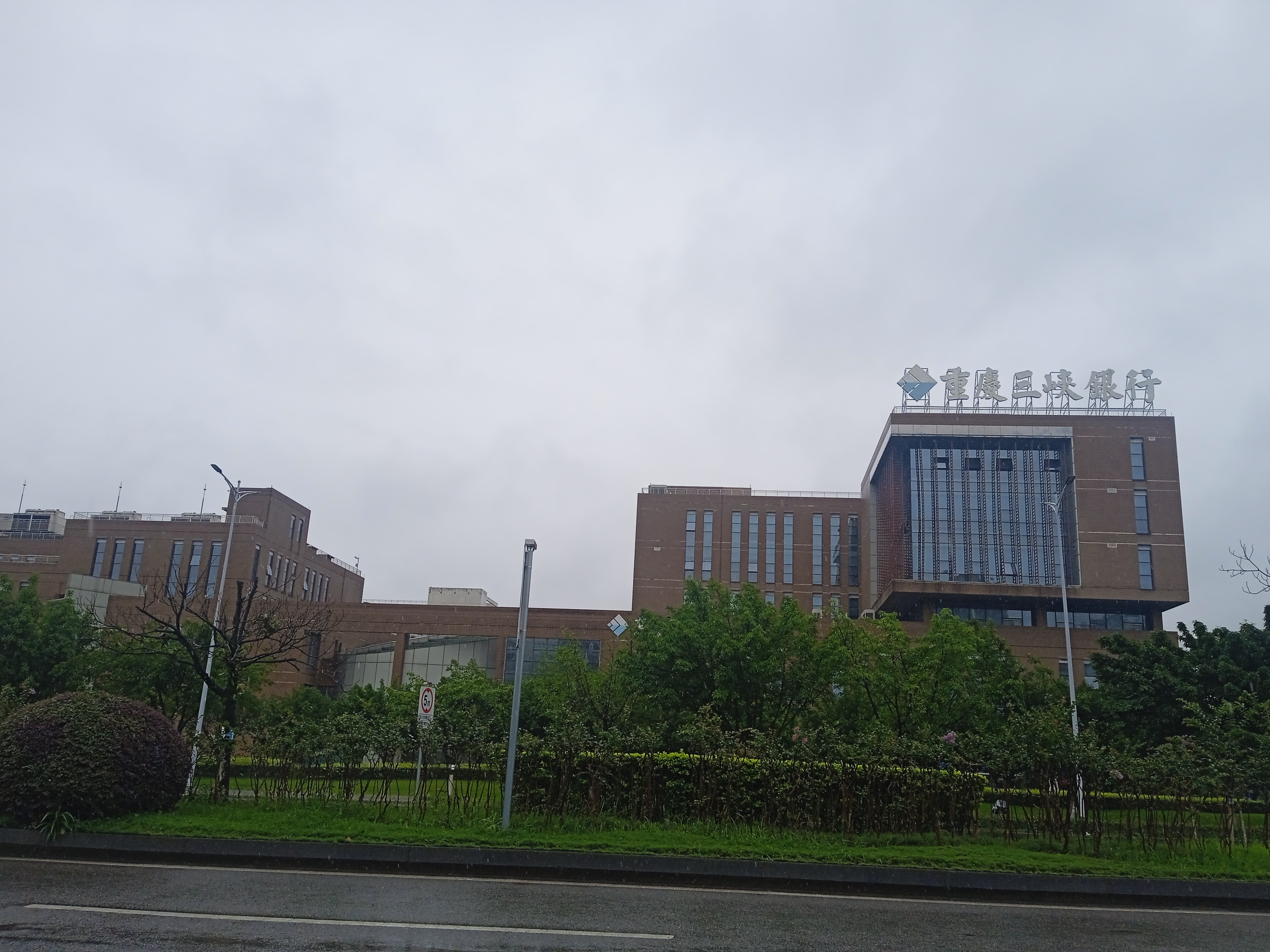
重庆三峡银行 科学城支行

重庆三峡银行，是中国的一家股份制商业银行，总部位于重庆市。1998年，万州商业银行成立；2008年2月，原万州商业银行重组为重庆三峡银行。
2011年末，重庆三峡银行资产总额604.09亿元。2012年6月12日，重庆三峡银行万州分行成立。
2023年3月，4家重慶市屬國有企業作為投資者入股重慶三峽銀行